# قلعه آریکویاما
قلعه آریکویاما (به ژاپنی: 有子山城, Arikoyama-jō) ویرانه‌های یک قلعه ژاپنی در استان هیوگو، ژاپن است. این قلعه پایگاه اصلی قدرت برای خاندان یامانا بود.